# 军备竞赛
軍備競賽指和平時期敵對國家或潜在敵對國家互為假想敵、在軍事準備方面展開品質和數量上的競賽。最著名的案例為冷戰時，美國與蘇聯进行的核軍備競賽，雙方為了維持恐怖平衡，不斷製造比對方更多的核彈，以確保自己在遭受核彈攻擊時也可以同時使對方受到重創。

## 案例
近代比較著名的軍備競賽是：第一次世界大戰前20年中歐洲列强之間開展的軍備競賽（如“無畏艦”建造競賽，詳情請參閱第一次世界大戰列強軍備競賽）、北大西洋公約組織與華沙條約組織從第二次世界大戰結束後到蘇聯解體前展開的長期軍備競賽、以嚇阻性武器來維持互相保證毀滅因而保持平衡不輕言發動戰爭的冷戰。

## 其他用法

### 科技
有時軍備競賽也通俗地被用在描述兩方毫無目的或沒有絕對性終點的競爭，有時是為了奪取知識或科技優越性的競賽，有時也是暗示藉由時間或金錢互相毫不終止的競賽，就好像她們從來沒有開始或終止這場軍備競賽的意思一樣，實施這些行為目的無非是為了爭奪市場奪取市占率或者是壟斷該行貿易，像是一些科技大廠或國際大公司如蘋果電腦和微軟公司之間的競賽，或是防毒軟體和電腦病毒駭客之間的研發，也常被人說成是一種毫無目的地軍備競賽。